# Christian Ludvig Kier
 Ikke at forveksle med Christian Kier.
Christian Ludvig Kier (25. december 1839 på Herlufsholm – 18. februar 1934 i Linå) var en dansk retshistoriker, overretssagfører og byrådsmedlem.
Han var søn af Herlufsholms forvalter Tyge Kier og Johanne f. Rasmussen, blev student fra Herlufsholm 1857 og cand. jur. 1863. Han tjente i den Slesvigske Krig i 1864 som intendant. C.L. Kiær var sagførerfuldmægtig i København 1865-68; overretssagfører i Aarhus fra 1869.
I 1871 var han medstifter af Aarhuus Privatbank og var 1874-76 direktør for Jydsk Handels- og Landbrugsbank. Fra 1878 til 1888 og 1891 til 1899 var han medlem af Aarhus Byråd for Højre. I en periode var han formand for Klubben Polyhymnia. 1886-93 sad han i bestyrelsen for Den danske Sagførerforening og var 1897-1900 formand for Den danske Købstadsforening. Han blev Ridder af Dannebrog 1885 og 1898 Dannebrogsmand. Han ejede Linå Storskov.
Han blev gift (4. november 1870) med Dorthea Sophie Bünger.
I Aarhus er Chr. Kiers Plads opkaldt efter ham.